# Liu Song
Liu Song (chiń. upr. 刘菘; chiń. trad. 劉菘; pinyin Liú Sōng; ur. 8 grudnia 1983 roku w Tiencinie) – chiński snookerzysta.

## Życiorys
Obecnie notowany na 91. miejscu światowego rankingu snookerowego. W tzw. rankingu kroczącym, obejmującym wyniki z sezonu 2007/2008 zajmuje 72. miejsce.
W 2003 roku przegrał w finale Mistrzostw świata do lat 21 z Neilem Robertsonem, po czym przeszedł do grona zawodowców. W swoim debiutanckim sezonie jako pierwszy w historii reprezentant Chin doszedł do głównej fazy turnieju rankingowego (Welsh Open), gdzie jednak przegrał w pierwszej rundzie z Markiem Fu.
Podobny sukces odnotował w 2006 roku, awansując z kwalifikacji do turnieju UK Championship, gdzie w pierwszej rundzie lepszy okazał się Ryan Day.
Podczas turnieju Grand Prix 2007 w Aberdeen Liu dotarł aż do ćwierćfinału, w którym przegrał z Markiem Fu.